# Autechaux-Roide
Autechaux-Roide – miejscowość i gmina we Francji, w regionie Burgundia-Franche-Comté, w departamencie Doubs.
Według danych na rok 1990 gminę zamieszkiwało 541 osób, a gęstość zaludnienia wynosiła 82 osoby/km² (wśród 1786 gmin Franche-Comté Autechaux-Roide plasuje się na 290. miejscu pod względem liczby ludności, natomiast pod względem powierzchni na miejscu 672.).